# Tommi Korpela
Pour les articles homonymes, voir Korpela.
Tommi Petteri Korpela, né le 23 août 1968 à Helsinki est un acteur, scénariste et écrivain finlandais.

## Biographie
En 1995, Tommi Korpela est diplômé de l'École supérieure de théâtre d'Helsinki.
Il est marié avec l'actrice Elina Knihtilä.

## Filmographie

### En tant qu'acteur
(août 2024).
- 1992 : Kauhun millimetrit : Sorti directement en vidéo.
- 1994 : Johanneksen leipäpuu : Téléfilm.
- 1994 : Bongari : Série télévisée, 1 épisode.
- 1996 : Syrjähyppyjä : Téléfilm.
- 1996 : Viisasten kivi.
- 1996 : Isältä pojalle.
- 1996 : Nortia : Série télévisée, 10 épisodes.
- 1997 : Tänään : Court métrage.
- 1997 : Peilikirkas päivä : Court métrage.
- 1997 : Hyvän tekijät.
- 1997 : Jäänmurtaja.
- 1997 : Siivoton juttu : Téléfilm.
- 1997 : Kersantin kunnia.
- 1998 : Studio Julmahuvi : Série télévisée, 8 épisodes.
- 1998 : Jari Tervon Poliisin poika : Téléfilm.
- 1998 : Pala valkoista marmoria : Téléfilm.
- 1999 : Jerico 2000 : Téléfilm.
- 1999 : Rikos ja rakkaus.
- 1999 : Pieni pala Jumalaa : Télésuite, 4 épisodes.
- 2000 : Pako punaisten päämajasta : Téléfilm.
- 2000 : Joulukalenteri : Série télévisée, 24 épisodes.
- 2000 : Julmahuvi esittää: Mennen tulleni : Télésuite, 4 épisodes.
- 2001 : Klassikko.
- 2001 : Emmauksen tiellä.
- 2002 : Kylmäverisesti sinun : Série télévisée, 2 épisodes.
- 2002 : Haaveiden kehä.
- 2002 : Rumble.
- 2003 : Remontti : Série télévisée, 1 épisode.
- 2003 : Pahat pojat.
- 2003 : Raid.
- 2003 : Ranuan kummit : Série télévisée, 2 épisodes.
- 2003 : Kaverille ei jätetä : Série télévisée, 3 épisodes.
- 2003 : Rare Exports, Inc. : Court métrage.
- 2003 : Vasikantanssi : Série télévisée, 4 épisodes.
- 2004 : Onnellisten laiva : Téléfilm.
- 2004 : Sairaskertomuksia : Série télévisée, 2 épisodes.
- 2004 : Vares - Yksityisetsivä.
- 2004 : Arvon veli : Téléfilm.
- 2004 : Muodollisesti pätevä : Série télévisée, 2 épisodes.
- 2004 : Me Stallarit : Série télévisée, 1 épisode.
- 2004 : Gourmet Club : Téléfilm.
- 2005 : Eläville ja kuolleille.
- 2005 : Handu pumpulla : Série télévisée, 1 épisode.
- 2005 : Rare Exports : The Official Safety Instructions : Court métrage.
- 2005 : Firma : (série télévisée, 3 épisodes).
- 2006 : Unna ja Nuuk.
- 2006 : Les Lumières du faubourg.
- 2006 : Saippuaprinssi.
- 2006 : Uudisraivaaja : Série télévisée, 5 épisodes.
- 2006 : Fakiiri : Court métrage.
- 2007 : V2 - Jäätynyt enkeli.
- 2007 : Miehen työ
- 2007 : Ganes (en production).[réf. nécessaire]
- 2007 : Raja 1918 (en production).[réf. nécessaire]
- 2008 : Tummien perhosten koti (en tournage).[réf. nécessaire]
- 2008 : Suojelijat : télésuite (en tournage).[réf. nécessaire]
- 2012 : The Spiral (série TV)
- 2017 : L'Autre Côté de l'espoir (Toivon tuolla puolen) : Melartin
- 2017 : Ikitie d'Antti-Jussi Annila
- 2018 : Void (Tyhjiö) de Aleksi Salmenperä
- 2018 : Deadwind (série TV) : Alex Hoikkala

### En tant que scénariste
- 1998 : Studio Julmahuvi : Série télévisée, 8 épisodes.
- 1999 : Jerico 2000: Téléfilm.
- 2000 : Julmahuvi esittää: Mennen tulleni : Télésuite, 4 épisodes.

## Distinctions
- Venla du meilleur acteur 2006 pour Firma.
- Jussi du meilleur rôle masculin
  - 2008 Miehen työ
  - 2009 Putoavia enkeleitä
  - 2016 Häiriötekijä

- Prix d'interprétation masculine du Festival international du film de Moscou 2019 :  pour son rôle dans Void (Tyhjiö)[2].